# كوليفيتشيو
كوليفيتشيو (بالإطالية: Collevecchio) (وايضًا تنطق Colevecchiu بلهجة السكان المحلية) هي كومونا (بلدية) في مقاطعة رييتي في منطقة لاتيوم الإيطالية.

## الإِقلِيم
تقع كوليفيتشيو على حدود البلديات التالية: شيفيتا كاستيلانا وماجليانو سابينا ومونتيبونو وبونزانو رومانو وستيميجليانو وتارانو. وتعتبر قرية بوجيو سومافيلا موطنًا لموقع أثري يعود إلى عصور ما قبل التاريخ في وادي تيبر مركزها الأكروبوليس ومقبرة.
يعتمد الاقتصاد على الزراعة (الزيتون والنبيذ) وتربية الحيوانات (البقر والماعز).

## روابط خارجية
- Istituto per l'Archeologia Etrusco-Italica Museum Civico of Magliano Sabina ، يعرض تكرارات مقبرة Poggio Sommavilla (Collevecchio).